# Gciriku
Los gciriku son un subgrupo de los kavango, una tribu que vive principalmente al noreste de Namibia, con grupos menores en Angola y Botsuana. Su número total se estimaba recientemente en unas 76.000 personas. 
El área donde están asentados los gciriku se extiende a lo largo de aproximadamente 90 km sobre las márgenes del río Okavango. La oficina de enlace a cargo de los asuntos tribales de los gciriku se encuentra en Ndiyona, un asentamiento aproximadamente 100 km al este de Rundu (capital de la región administrativa de Namibia de Kavango).
Aun cuando la mayoría de los kavango suele hablar el RuKwangali, los gciriku hablan el diriku (excepcionalmente escrito como gciriku), un idioma que, al contrario que el RuKwangali, no tiene escritura.
En años recientes los gciriku se han visto afectados por ocasionales ataques de bandidos asociados con Unión Nacional para la Independencia Total de Angola (UNITA). En el año 2000 una manifestación de gciriku marchó hasta Ndiyona en protesta pidiendo mayor vigilancia y soporte por parte de la Fuerza de Defensa Namibia (NDF).
- Datos: Q5529363